# Inárcs
Inárcs è un comune dell'Ungheria di 4 452 abitanti (dati 2008) situato nella contea di Pest, nell'Ungheria settentrionale.